# Rōmaji
El rōmaji (ローマ字?  lit. «caracteres romanos»), en japonés se refiere, a grandes rasgos, al alfabeto latino. En Occidente, se suele emplear este término para referirse a la escritura de la lengua japonesa en letras romanas o latinas, en contraste con la ortografía nativa que consiste en una mezcla de kanji (ideogramas) y de los silabarios hiragana y katakana. Un error común es escribir rōmanji en lugar de rōmaji.

## Usos

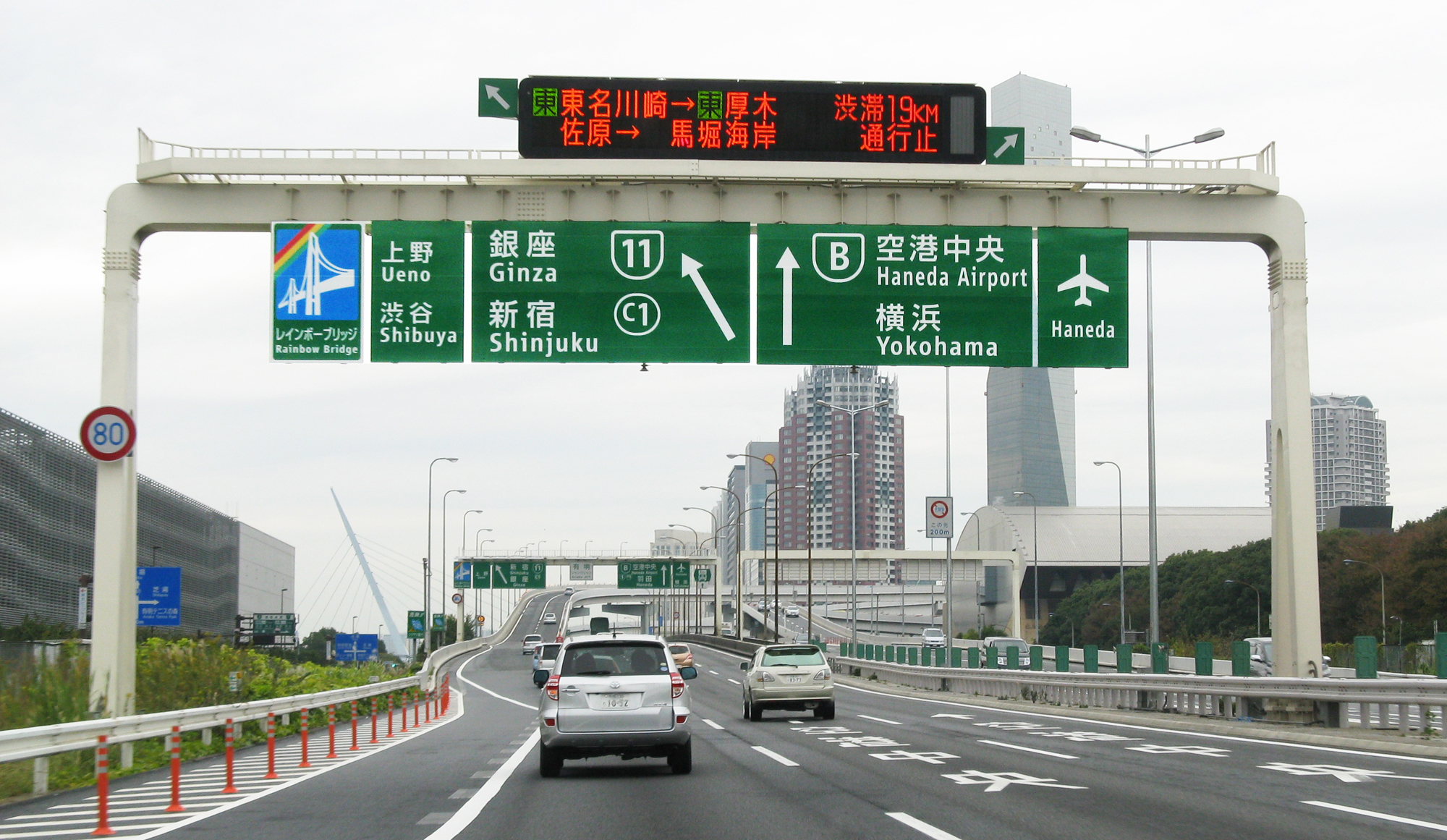
Señalización en intercambiador de la Autopista Shuto (red de autopistas en el área metropolitana de Tokio).

El japonés puede escribirse en rōmaji, por varias razones y costumbres, en casos como en:
- Señales y letreros para extranjeros que visitan Japón.
- Transcripción de nombres de personas, empresas o lugares para ser empleados en otro idioma o país.
- Diccionarios y libros de texto para estudiantes de japonés.
- Énfasis tipográfico (en un uso similar al katakana).
- Nombres de la gran mayoría de empresas en Japón.
- Nombres de fábrica y modelos de distintos equipos de fabricación japonesa (automóviles, televisores, etcétera).
- Correo nacional e internacional, tanto entrante como saliente.

## Sistemas de transcripción
Hay varios sistemas diferentes de romanización, siendo los sistemas Hepburn y Kunrei-shiki (訓令式) los más comunes. Este último, también conocido como monbushō (文部省) debido a la aprobación oficial por parte del anterior Ministerio de Educación Japonés (actualmente MEXT), es el sistema más utilizado en Japón. Junto con el tercer sistema denominado Nippon-shiki, estos sistemas se caracterizan por ser más regulares en la escritura que el sistema Hepburn, pero no lo son tanto en la pronunciación.
Por el contrario, la romanización Hepburn posee un uso mucho más extendido entre los hablantes anglosajones e hispanos. Este sistema aproxima la pronunciación de los distintos kana en su escritura, pero carece de regularidad en su ortografía. Por ejemplo, la escritura varía en los kana que empiezan con t (ta, chi, tsu, te, to).

### Diferencias por caracteres
| Hiragana         | Katakana         | Rōmaji        | Rōmaji        | Rōmaji        |
| Hiragana         | Katakana         | Hepburn       | Kunrei-shiki  | Nippon-shiki  |
| ---------------- | ---------------- | ------------- | ------------- | ------------- |
| し               | シ               | shi           | si            | si            |
| しゃ、しゅ、しょ | シャ、シュ、ショ | sha, shu, sho | sya, syu, syo | sya, syu, syo |
| ち               | チ               | chi           | ti            | ti            |
| つ               | ツ               | tsu           | tu            | tu            |
| ちゃ、ちゅ、ちょ | チャ、チュ、チョ | cha, chu, cho | tya, tyu, tyo | tya, tyu, tyo |
| ふ               | フ               | fu            | hu            | hu            |
| じ               | ジ               | ji            | zi            | zi            |
| ぢ               | ヂ               | ji            | zi            | di            |
| づ               | ヅ               | zu            | zu            | du            |
| じゃ、じゅ、じょ | ジャ、ジュ、ジョ | ja, ju, jo    | zya, zyu, zyo | zya, zyu, zyo |

### Diferencias por palabras
| Español            | Japonés  | Escritura kana | Romanización       | Romanización | Romanización |
| Español            | Japonés  | Escritura kana | Hepburn modificado | Kunrei-shiki | Nihon-shiki  |
| ------------------ | -------- | -------------- | ------------------ | ------------ | ------------ |
| Caracteres romanos | ローマ字 | ローマじ       | rōmaji             | rômazi       | rômazi       |
| Monte Fuji         | 富士山   | ふじさん       | Fujisan            | Huzisan      | Huzisan      |
| té                 | お茶     | おちゃ         | ocha               | otya         | otya         |
| gobernador         | 知事     | ちじ           | chiji              | tizi         | tizi         |
| encoger            | 縮む     | ちぢむ         | chijimu            | tizimu       | tidimu       |

## Cuestiones en la romanización

### Vocales largas
Existen varias formas de transcribir las vocales largas. En principio se emplea la transcripción directa, acentos diacríticos o la 'h' para alargar el sonido, o bien una mezcla de estos métodos.
|     | ああ       | ええ  | えい  | いい  | おお  | おう  | うう  |
| (1) | ā / â      | ē / ê | ē / ê | ī / î | ō / ô | ō / ô | ū / û |
| (2) | ā / â / aa | ee    | ei    | ii    | oo    | ō / ô | ū / û |
| (3) | aa         | ee    | ei    | ii    | oo    | ou    | uu    |
| (4) | aa         | ee    | ee    | ii    | oo    | oo    | uu    |
| (5) | ah         | eh    | eh    | ih    | oh    | oh    | uh    |
| (6) | aa         | ee    | ei    | ii    | oh    | oh    | uh    |

(1) Las vocales largas se pueden representar mediante un diacrítico llamado macrón, que tiene forma de un guion sobre la vocal. Sin embargo, como es difícil escribir estos caracteres en la mayoría de los procesadores de texto, en muchas ocasiones se sustituye el macrón por un acento circunflejo(^). Como este acento se encuentra en teclados españoles y franceses, por nombrar dos ejemplos, la tarea de romanizar el japonés se simplifica en gran medida. La i larga se escribe "ii".
(2) Solo se coloca el macrón o el circunflejo sobre la o o la u (la u sin macrón o circunflejo es casi muda en medio de las palabras), exceptuando normalmente la o larga que provenga de "おお". Las demás vocales largas se transcriben directamente.
(3) De todas maneras, no todos los teclados permiten escribir acentos de forma cómoda, por lo que muchos optan por transcribir los caracteres japoneses de forma escrupulosa, de modo que 'おう' se transcribe 'ou' a pesar de pronunciarse como una 'o' larga. Igualmente, 'えい' se transcribe como 'ei' aunque su sonido sea el de una 'e' larga.

En Estados Unidos y en Japón se suele emplear este sistema, ante la falta de acentos en los teclados para escribir el macrón o el circunflejo. Por otra parte, en Francia la 'ou' es un diptongo que se pronuncia como la u española, por lo que se suele recurrir al circunflejo.
(4) Los menos transcriben 'おう' como 'oo' y 'えい' como 'ee'. Puede provocar alguna confusión.
(5) También es corriente escribir "[vocal]+h" para las vocales largas, como por ejemplo "Ohtani". Existen algunos problemas, como por ejemplo si después de la vocal larga hay otra vocal o una sílaba que empieza por y, pues podría dar lugar a confusión.
(6) Solo se aplica (5) a "o" y "u". Las demás vocales dobles se transcriben directamente. Esta romanización es bastante común en Estados Unidos.
Existen algunas excepciones a estas reglas de romanización. Los nombres de personas, empresas y lugares, así como otras palabras que son conocidas de forma internacional, no suelen requerir distinción entre vocales largas y cortas. Por ejemplo, Tokio, Ichiro, Son Goku, judo.
Con todo, no existe una transcripción estándar para las vocales largas, lo que puede resultar confuso si uno no está muy familiarizado. No obstante, se suelen emplear los métodos (2) y (3) (en negrita).

### La 'n' final (ん)
En el sistema Hepburn actual se romaniza 'ん' siempre como n, incluso delante de 'm', 'p' y 'b' (otros sistemas de romanización transcribirían 'ん' como m en estos casos).

Así, se debe escribir shinbun en lugar de 'shimbun' en el sistema Hepburn.
Por otra parte, si una vocal o bien cualquiera de los kana や (ya), ゆ (yu), よ (yo) sigue a 'ん' en una misma palabra, debería emplearse un apóstrofo (') para separar la 'n' de la siguiente letra para evitar confusiones. Por ejemplo, 禁煙　(きんえん, kin'en, prohibido fumar) y 記念 (きねん, kinen, conmemoración).

### Consonantes dobles
La asimilación de sonidos se representa en japonés mediante el carácter っ en hiragana, ッ en katakana ('tsu' de tamaño menor al habitual). En el proceso de romanización se dobla la consonante que lo sigue, como ocurre en よっか (yokka, día cuatro del mes), ざっし (zasshi, revista) y マッチ (macchi o matchi, cerilla).